# Kernkraftwerk Berkeley
 Berkeley war eines der ersten britischen Kernkraftwerke und liegt bei Berkeley (Gloucestershire), England in Großbritannien am östlichen Ufer des Severn. Das Kraftwerksareal ist 27 Hektar groß. Das Kraftwerk ist stillgelegt und befindet sich in der Abbauphase. Der Eigentümer ist die Nuclear Decommissioning Authority, der Betreiber Magnox Electric Limited.

## Geschichte

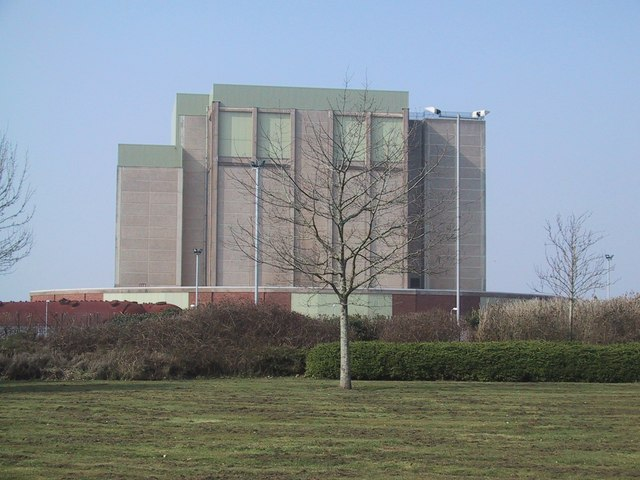
Kernkraftwerk Berkeley

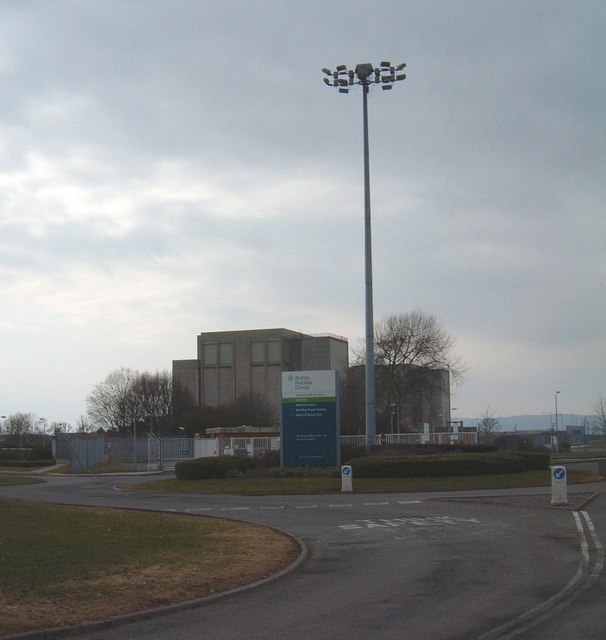
Einfahrt zum Kernkraftwerk Berkeley

Es war das erste Kernkraftwerk in Großbritannien, das ausschließlich für kommerzielle Zwecke gebaut wurde.
Der Baubeginn für die beiden Reaktorblöcke war am 1. Januar 1957.
Der Baubeginn für die Labore war 1959, 1960 wurde der Bau abgeschlossen.
Am 12. Juni 1962 wurde der erste Reaktorblock erstmals mit dem Stromnetz synchronisiert und nahm noch am selben Tag den kommerziellen Leistungsbetrieb auf. Am 24. Juni 1962 wurde der zweite Reaktorblock erstmals mit dem Stromnetz synchronisiert, am 20. Oktober 1962 ging auch er in den kommerziellen Leistungsbetrieb.
Am 26. Oktober 1988 wurde der zweite Reaktorblock abgeschaltet. Am 31. März 1989 folgte auch der erste Block.
Nach 27 Jahren erfolgreichem Betrieb wurde das Kraftwerk abgeschaltet. Es war das weltweit erste Kernkraftwerk dieses Typs, das endgültig abgeschaltet wurde.
1992 war der Abtransport der abgebrannten Brennelemente aus dem Kraftwerk abgeschlossen, der seit 1989 andauerte. Da das Design der Reaktoren anders als bei allen anderen Magnox-Reaktoren ist, sind weitergehende Stilllegungsarbeiten notwendig.
Die Brennelemente wurden abtransportiert, die Kühlteiche wurden entwässert und gereinigt und die Turbinenhalle wurde demontiert und abgerissen. Der Rückbau dauert nun schon sechzehn Jahre an. 84.877 abgebrannte Brennelemente wurden nach Sellafield gebracht – das Defuelling wurde 14 Wochen vor dem geplanten Termin 1992 abgeschlossen. Das Caesium Removal Plant (CRP) wurde stillgelegt.
Es gibt folgende Betriebs- und Stilllegungsschritte:
- 1962-1992: Das Kraftwerk wird betrieben und ist das erste britische Magnox-Kraftwerk, an dem Stilllegungsarbeiten vorgenommen werden.[7]
- 1992-2011: Bei den Stilllegungsarbeiten bleiben nur die Reaktorgebäude stehen. Das Caesium Removal Plant wird stillgelegt.[7]
- 2011-2074: Alle übrigen Strukturen werden abgebaut. Es erfolgt allerdings immer noch eine Überwachung und Instandhaltung der Gebäude. Passiv verpackte Abfälle werden vom Gelände entfernt.[7]
- 2074-2083: Alle Gebäude und Einrichtungen werden abgebaut. Die Erfahrungen hieraus sollen für den Abbau aller anderer Magnox-Kraftwerke genutzt werden. Alle Abfälle kommen in eine speziell gebaute Anlage vor Ort. Alle radiologischen Abfälle werden entfernt. Nicht gefährliche Abfälle aus den abgebrochenen Gebäuden werden recycelt und soweit möglich für die Wiederverwendung auf der Baustelle vorbereitet.[7]

## Reaktoren
Die beiden Reaktoren sind Magnox-Reaktoren der ersten Generation in Großbritannien. Sie haben eine Nettoleistung von 138 MWe und eine Bruttoleistung von 166 MWe. Jeder Reaktor hatte 3.275 Brennstoffkanäle, in jedem Kanal waren 13 Brennelemente. Es waren 132 Kontrollstäbe enthalten. Die Reaktoren wurden mit Natururan betrieben. Das Reaktorkühlmittel war Kohlendioxid (CO2).
Die Lage am Ostufer des Severn wurde so gewählt, weil so ein unbegrenzter Vorrat an Kühlwasser zur Verfügung stand. Der erzeugte Strom reichte aus, um eine Großstadt wie Bristol zu versorgen. Derzeit sind 209 Mitarbeiter im Kraftwerk beschäftigt.

## Daten der Reaktorblöcke
Das Kernkraftwerk Berkeley hat insgesamt zwei Blöcke:
| Reaktorblock | Reaktortyp     | Nettoleistung | Bruttoleistung | Baubeginn  | Netzsynchronisation | Kommerzieller Betrieb | Abschaltung |
| ------------ | -------------- | ------------- | -------------- | ---------- | ------------------- | --------------------- | ----------- |
| Berkeley 1   | Magnox-Reaktor | 138 MW        | 166 MW         | 01.01.1957 | 12.06.1962          | 12.06.1962            | 31.03.1989  |
| Berkeley 2   | Magnox-Reaktor | 138 MW        | 166 MW         | 01.01.1957 | 24.06.1962          | 20.10.1962            | 26.10.1988  |